# District de Meradong
Le district de Meradong (malais : Daerah Meradong) est un district administratif de l'État malaisien du Sarawak, qui fait partie de la Division de Sarikei. La capitale du district est dans la ville de Bintangor.

### Liens connexes
- Districts de Malaisie